# 卡姆皮尔
卡姆皮尔（Kampil），是印度北方邦Farrukhabad县的一个城镇。总人口8475（2001年）。

## 人口
该地2001年总人口8475人，其中男性4544人，女性3931人；0—6岁人口1747人，其中男960人，女787人；识字率46.80%，其中男性为55.00%，女性为37.32%。